# 教会堂
教会堂（きょうかいどう、ラテン語: ecclesia, 英語: church）は、キリスト教徒が礼拝や集会などを行うために作られた建築物。聖堂とも呼ばれる。キリスト教の教会の建物を指して単に教会とも言うが、教会は建物だけではなくそこに関わる共通の信仰を持つ人々の共同体をも表す。

## 教派による様式の特徴
教派により様式が異なる。正教会やカトリック教会、聖公会の場合は、教会堂の内部に装飾を用いて荘厳にしていることが多い。ローマ帝国が395年に東西に分裂したことや東西教会の分裂の影響が教会堂の様式にも影響を及ぼし、東方教会と西方教会で様式が大きく異なる。西方教会内でもカトリック教会と聖公会とプロテスタントの教会堂は異なる。正教会ならイコンが置かれ、カトリック教会や聖公会ならステンドグラスや壁画を用いて視覚的に分かりやすく信仰を説いたものが多い。それに対しプロテスタントの教会では集会や説教のための場とした実用本位な教会が多く、装飾は控えられていることが多い。

## 初期キリスト教建築の教会堂

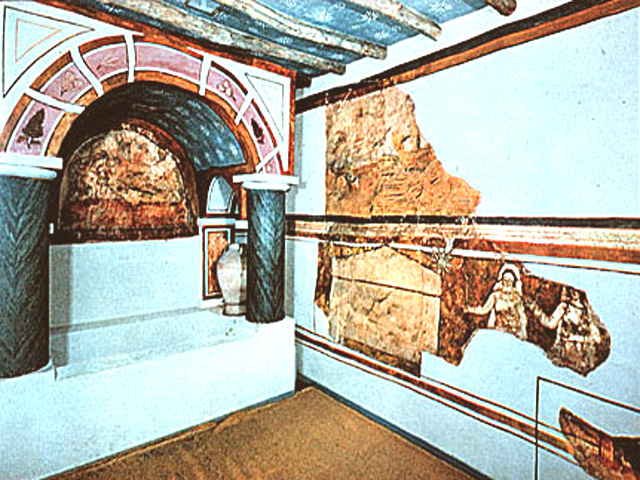
ドゥラ・エウロポス遺跡の教会堂にあった洗礼室の壁画

現存する最古の教会堂がシリア東部に位置するドゥラ・エウロポスの遺跡にある。キリスト教公認以前の3世紀240年頃のもので、一般の民家を改造した集会所だった。

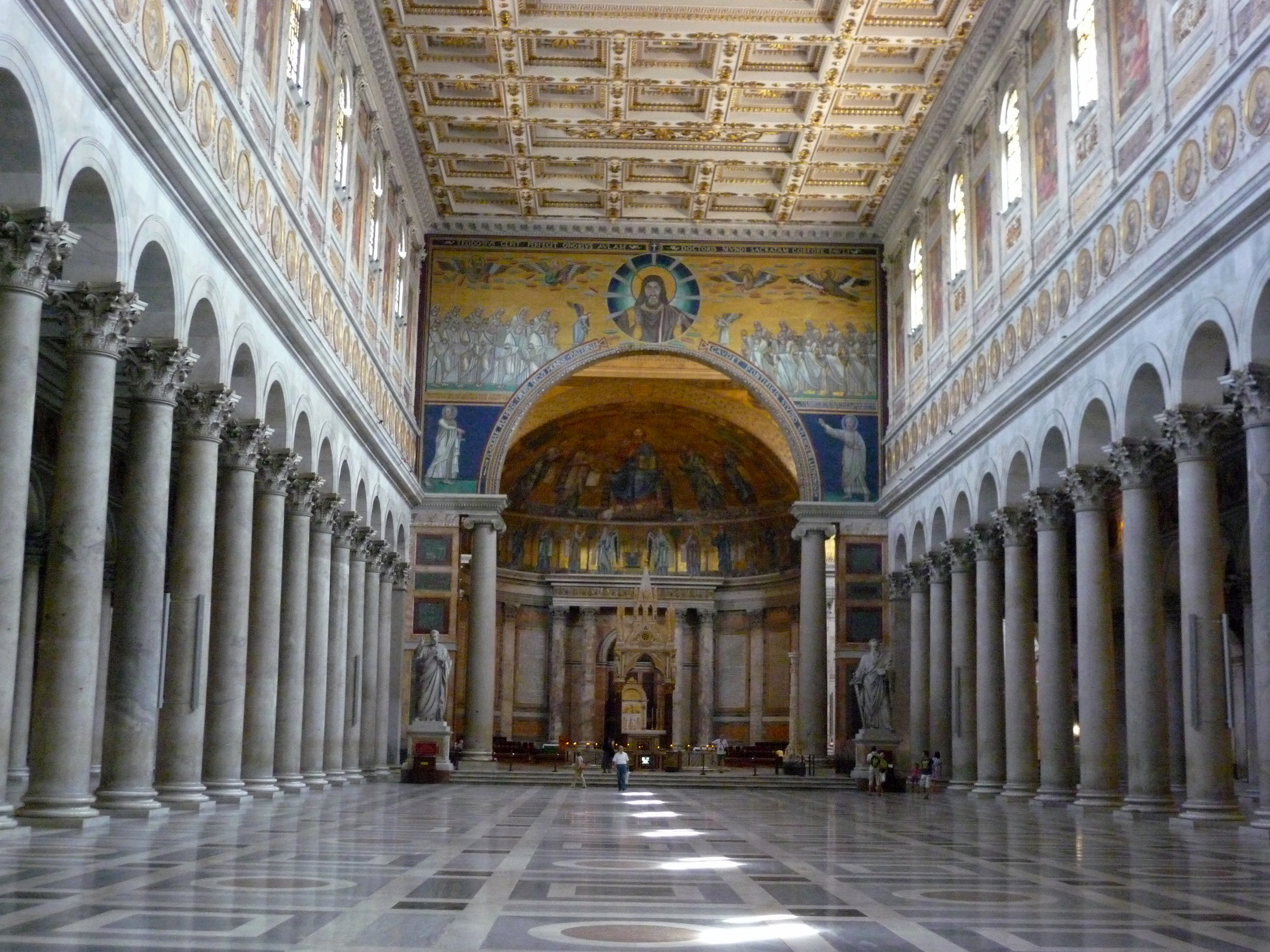
バシリカ式教会堂であるサン・パオロ・フオーリ・レ・ムーラ大聖堂の内部

313年のキリスト教公認（ミラノ勅令）後は古代ローマの集会場であるバシリカの形態を借用した長方形のバシリカ式教会堂が作られた。身廊の両側に、列柱で隔てられた側廊、正面奥に半円形平面のアプシスを持つ平面構成。屋根は木造小屋組。身廊の天井は一段高く、側壁にクリアストーリと呼ばれる高窓を持つ。後に交差廊を加え、ラテン十字形を基本とする形式をとるようになった。
一方、古代には円形・正多角形を基本とする教会堂（集中堂式教会堂）も作られ、教会堂のほか、洗礼堂、墓廟としても用いられた。こちらはローマ帝国分裂後、東ローマに伝わり、ビザンティン建築の起源となったと考えられている。時代が下るにつれ、堂内に小礼拝堂などを併設するようになる。

## ビザンティン建築の教会堂

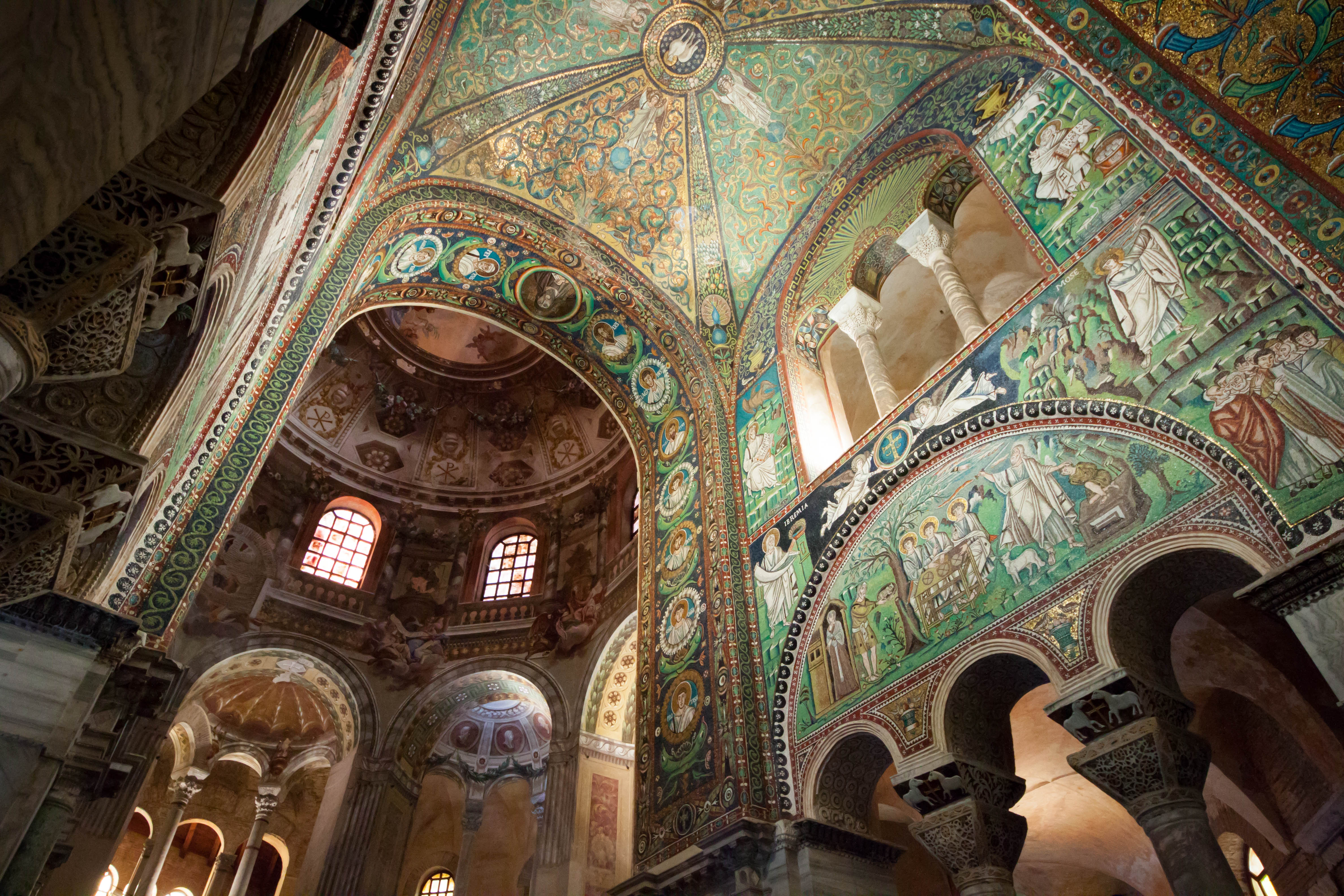
サン・ヴィターレ聖堂の内部

ビザンティン様式の教会堂は、ドームを中心とする垂直軸を重視した空間構成、ギリシャ十字形（集中式）の平面を取り、ドームにはモザイクでキリスト像が描かれる場合が多い。東ローマ帝国（ビザンティン帝国）を通じ、正教会の教会堂建築様式として東ヨーロッパのスラヴ文化圏に広まった。

## 正教会（東方教会）

### ウクライナ建築の教会堂
ウクライナ正教会の建築物は、ビザンティン建築をベースにしている。ドーム屋根形状に複数の縦稜線エッジが入っているのが主な特徴であり、時代によって様々に異なる様式を発展させていった。

### ロシア建築の教会堂
ロシア建築における教会堂は、ビザンティン建築をベースにしつつも、ロシア独自の様式や西欧からの影響が盛り込まれ、時代によって様々に異なる様式を発展させていった。
- サントリーニ島にあるギリシャ正教会の教会堂と鐘。
- ウクライナの首都、キーウにあるウクライナ正教会の聖ムィハイール大聖堂。金色のドーム形状全体に複数の縦稜線エッジが見てとれる。
- ロシア建築でビザンティン建築の教会堂の例。ハルビンの聖ソフィア大聖堂。ロシア正教会のものとして建設されたが現在は博物館。
- ザグレブの正教会の教会堂の内部。
- オーストラリア、マリックビルのギリシャ正教会の教会堂の内部。

## 西方教会

### ロマネスク建築の教会堂
ロマネスク様式の教会堂は、11世紀以降に造られた。バシリカ形式の平面で、後にはヴォールト架構を導入した。ヴォールトによる側壁の面外方向への加重を、壁を分厚くすることによって受ける。地域、教派による多様性があり、様式としての統一性は薄い。

### ゴシック建築の教会堂
ゴシック様式の教会堂は北フランスに生まれ、12世紀後半ごろからヨーロッパ全土へ広がる。リブ・ヴォールト、尖頭アーチ、飛梁(フライング・バットレス)の働きによって、ロマネスク建築の分厚い壁面とは対照的に、壁をできる限り少なくし、ステンドグラスに彩られた光あふれる空間を実現した。ゴシック建築の教会堂は、ステンドグラス・高い天井など最も教会堂らしい形をしていると言える。
- シャルトル大聖堂 （フランス)の外観。シャルトル大聖堂の場合は尖塔がある。シャルトル大聖堂の建造は長年に渡り、左側と右側が建造された年代も大きく異なるので、左右で様式が異なっており、珍しく左右非対称になっている。
- ゴシック建築の教会堂の特徴のひとつであるステンドグラス。その中でも特に大きくて繊細で美しいことで有名な、シャルトル大聖堂の北ファサードに配置されている、聖母マリアの生涯を描いたバラ窓。
- フランス、パリにあるノートルダム大聖堂の外観
- パリのノートルダム大聖堂の、力学的な必要性から、外壁が外に向かって崩壊しないように外側から支えるバットレス（一種の「つっかえ棒」のようなもの）
- ノートルダム大聖堂の内部。天井はアーチ構造で組まれている。正面入り口から入ると通路の突き当り、やや高くなった位置に、ミサを行うための祭壇がある（この写真は祭壇側から撮影したもの）。

### ルネサンス建築の教会堂
ルネサンス様式の教会堂は、15世紀にイタリアで始まる。ローマの建築様式を復興し、古典的で調和の取れた明快な様式である。
　

### バロック建築の教会堂
バロック様式の教会堂は、ローマ、スペインなどで多く造られ、カトリックの対抗改革を背景に、動的、劇的な空間構成が取られる。

## ギャラリー

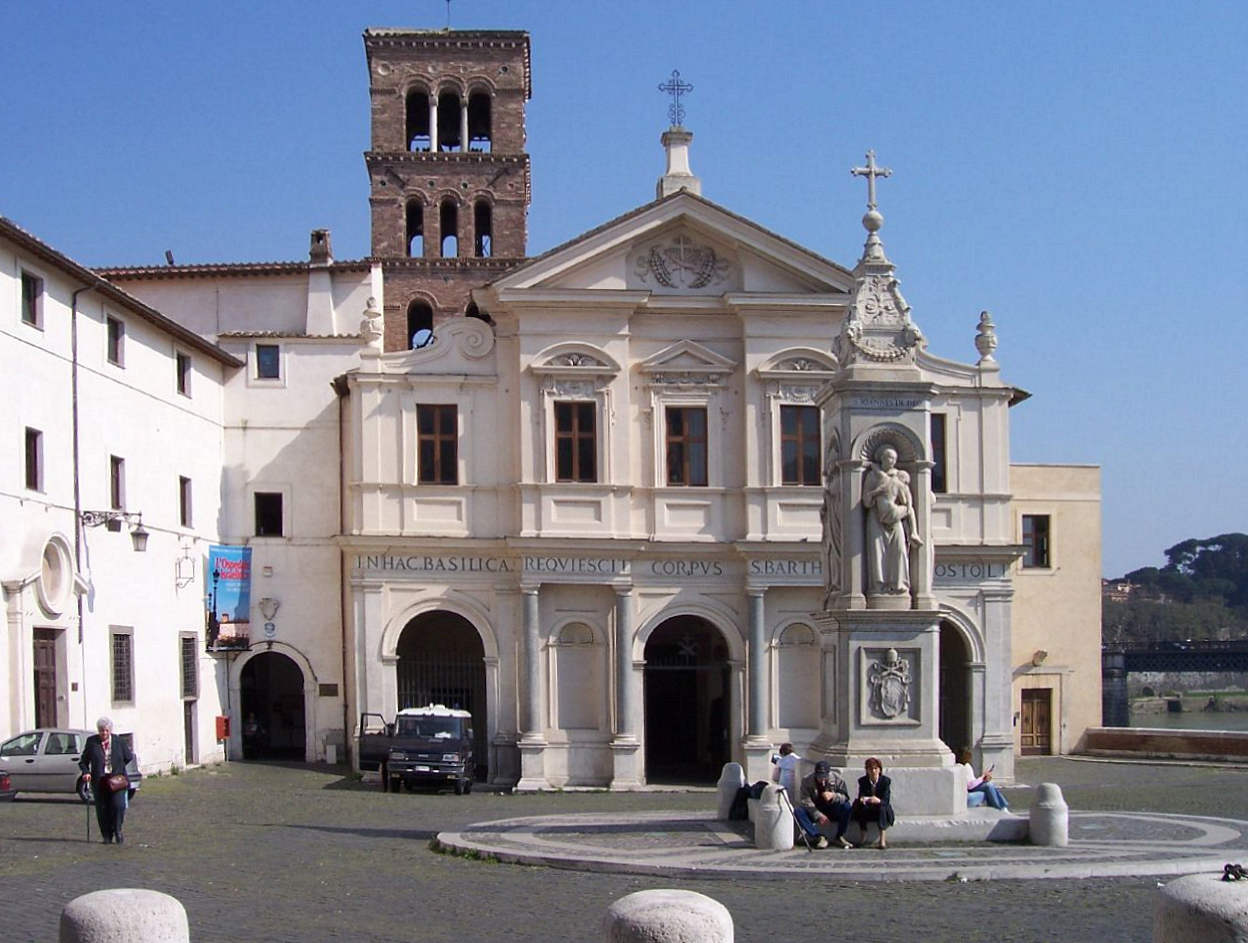
ローマにある教会堂
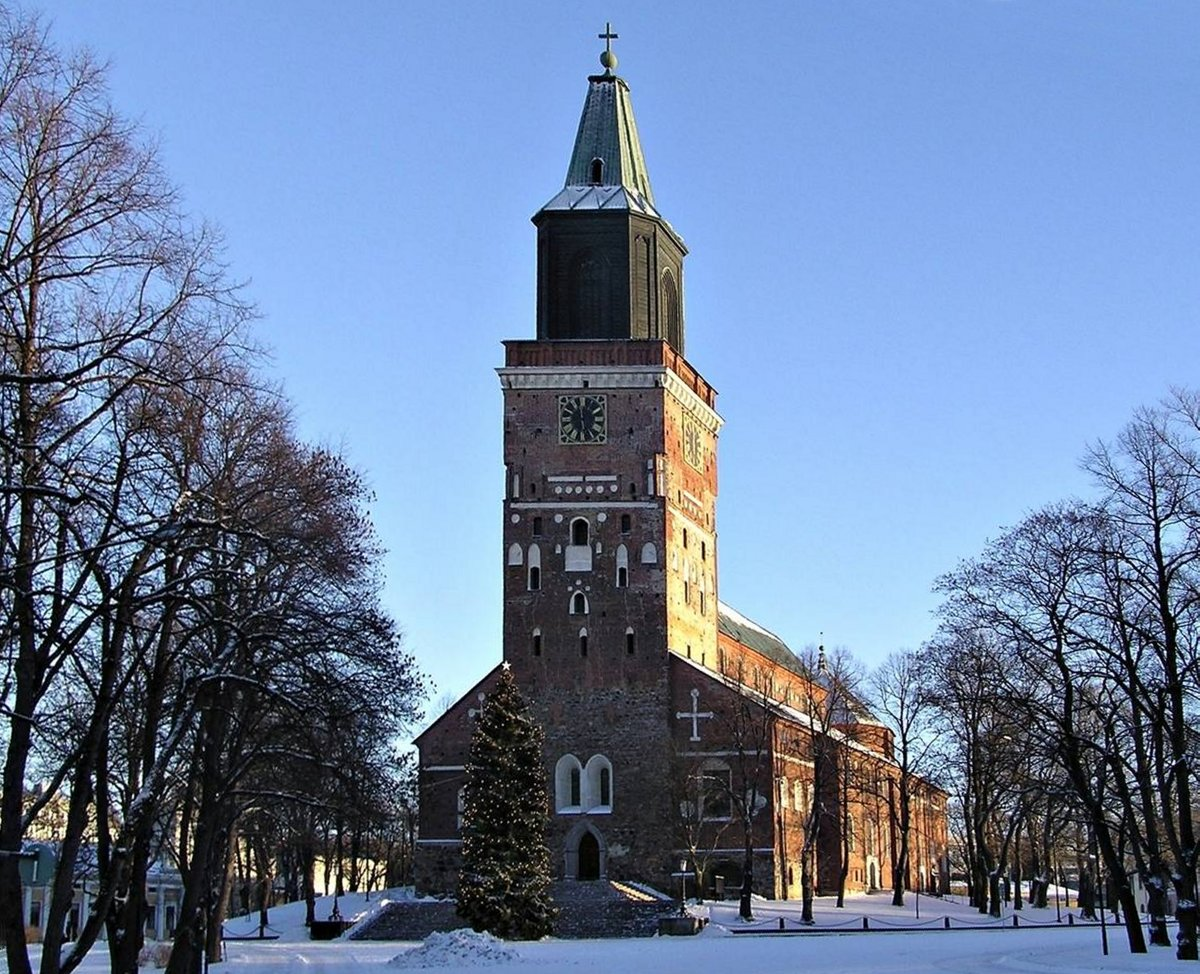
フィンランド、トゥルクにある教会堂

## 日本の教会堂

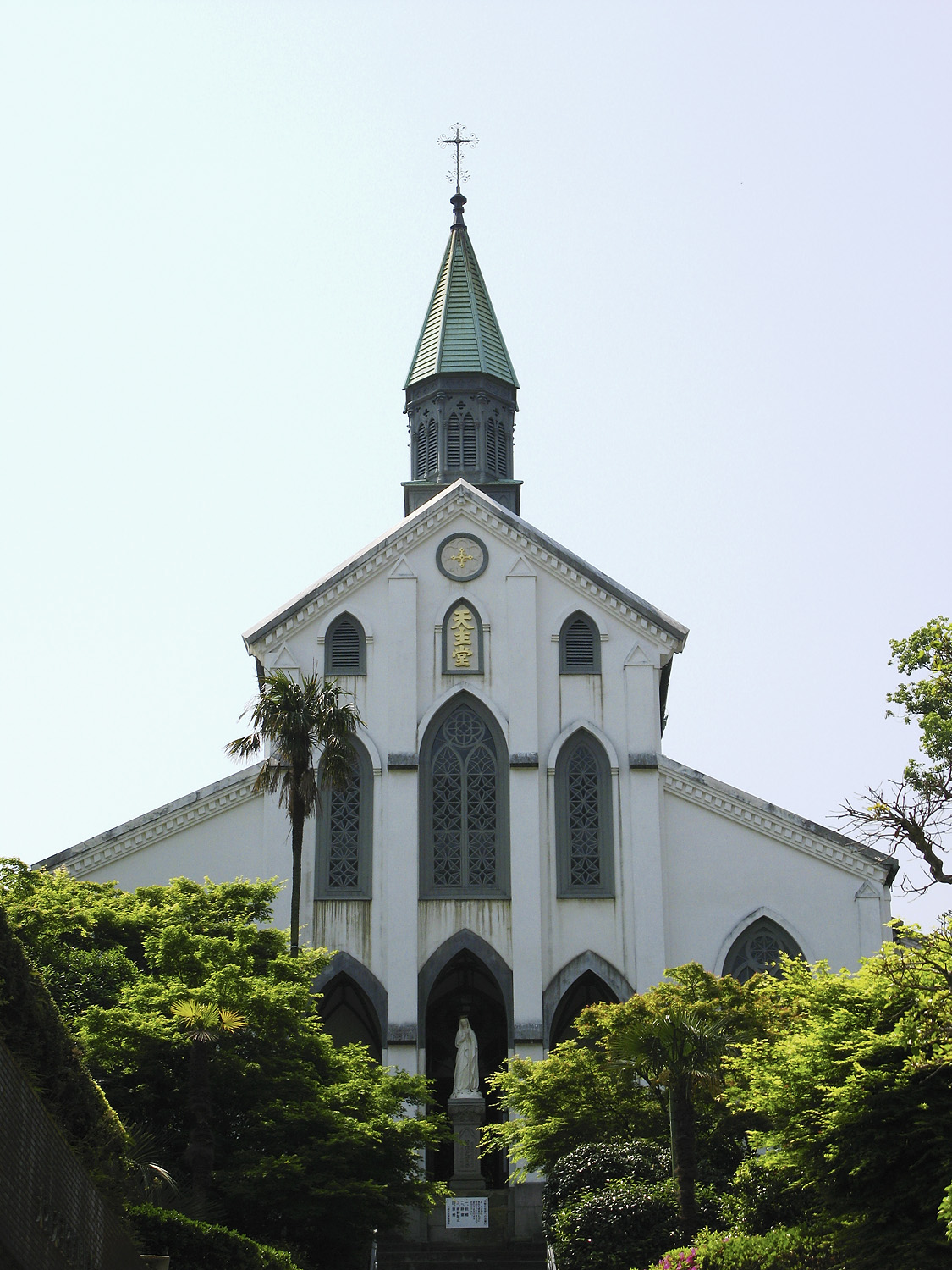
現存する日本の最古の教会堂である大浦天主堂（長崎市）

キリスト教伝来（1549年）から徳川幕府によるキリスト教禁教までの期間、日本各地に建てられた教会堂は、この当時の建物は現存しておらず、資料や出土遺物で確認できるのみである。その時代の「教会堂」は現代イメージされる西洋建築風でなく、建物内部の床は当時の日本人にとって居心地が良いように配慮して畳敷きで、仏教寺院風の外観で、屋根の頂上に十字架を据え付けたようなものであった。（信者以外からは、勝手な通称で）「南蛮寺」などと呼ばれた。
本格的な西洋風教会は幕末ころから建築されるようになった。明治以降の文明開化にともない、西洋建築の技術が国内に入り、本格的な西洋風教会を造る機が熟してきた。古い時代のカトリックの教会堂は「天主（デウス）」にならい、「天主堂」とも呼ばれていた。長崎の教会群など、木造の素朴なものから、煉瓦積みのものなど、それぞれに信仰の形を映し出している。外国から来た宣教師が設計したもの、日本人が設計したものなど色々あるが、特に戦国期からのキリシタン伝統の残る、長崎を中心とした九州に数十件にのぼる天主堂建築を建てた鉄川与助の功績は大きい。
伝統的な様式を採用せずに、通常の建築物の手法で建築する、居抜き出店の形で利用する、テナントとして入居する場合も有る。

## ギャラリー

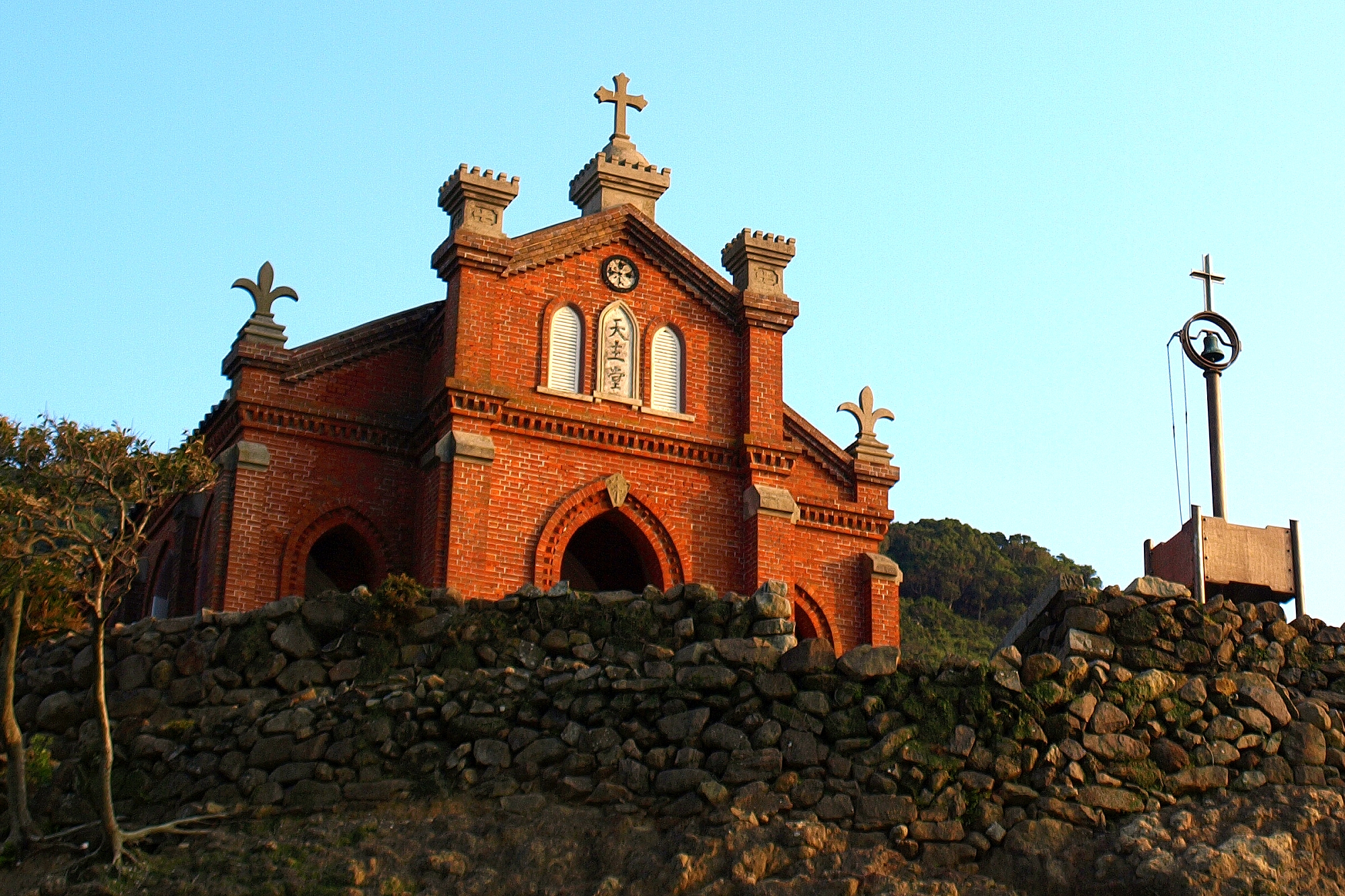
旧野首教会（1908年竣工）
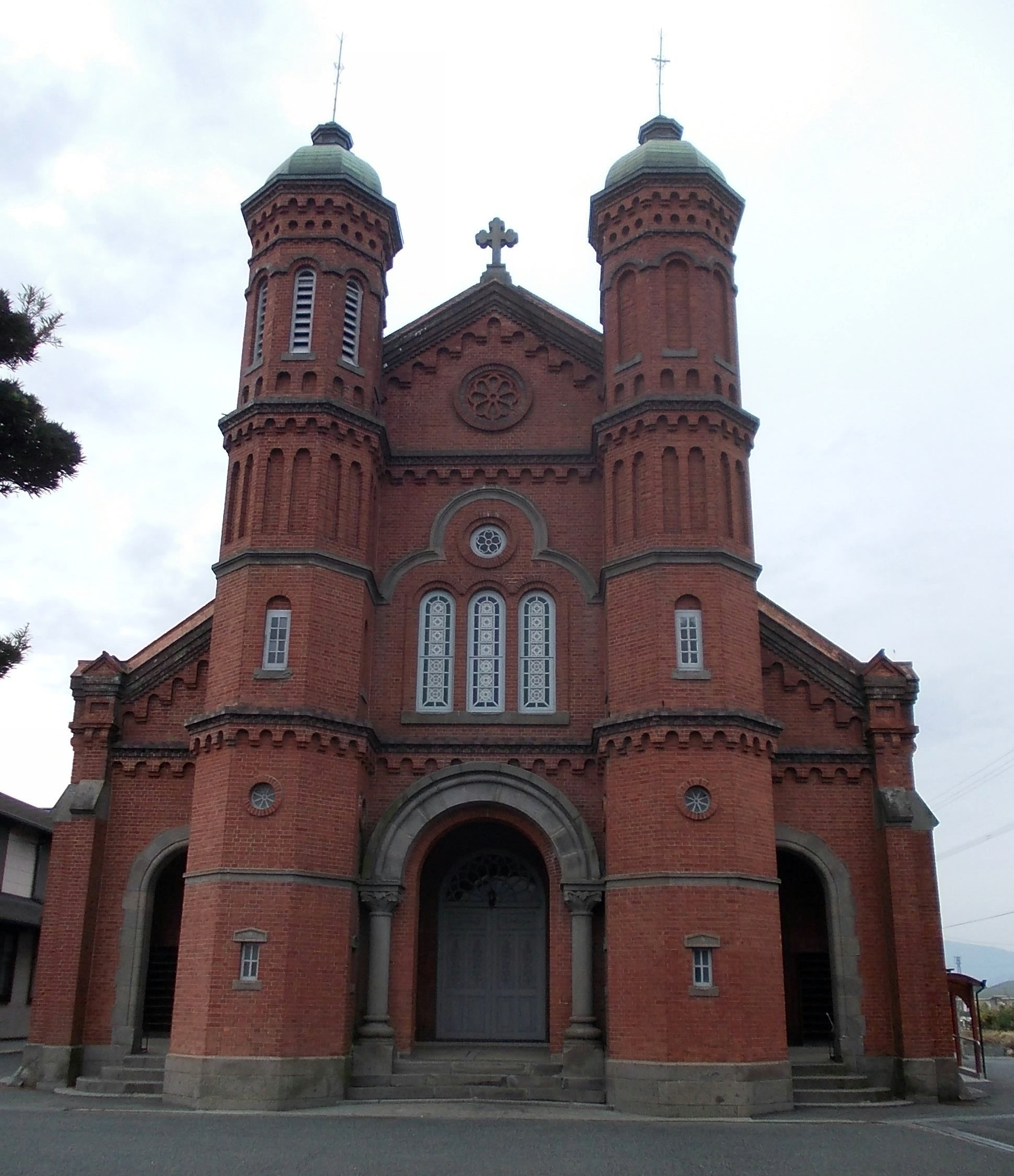
今村天主堂（1913年竣工）
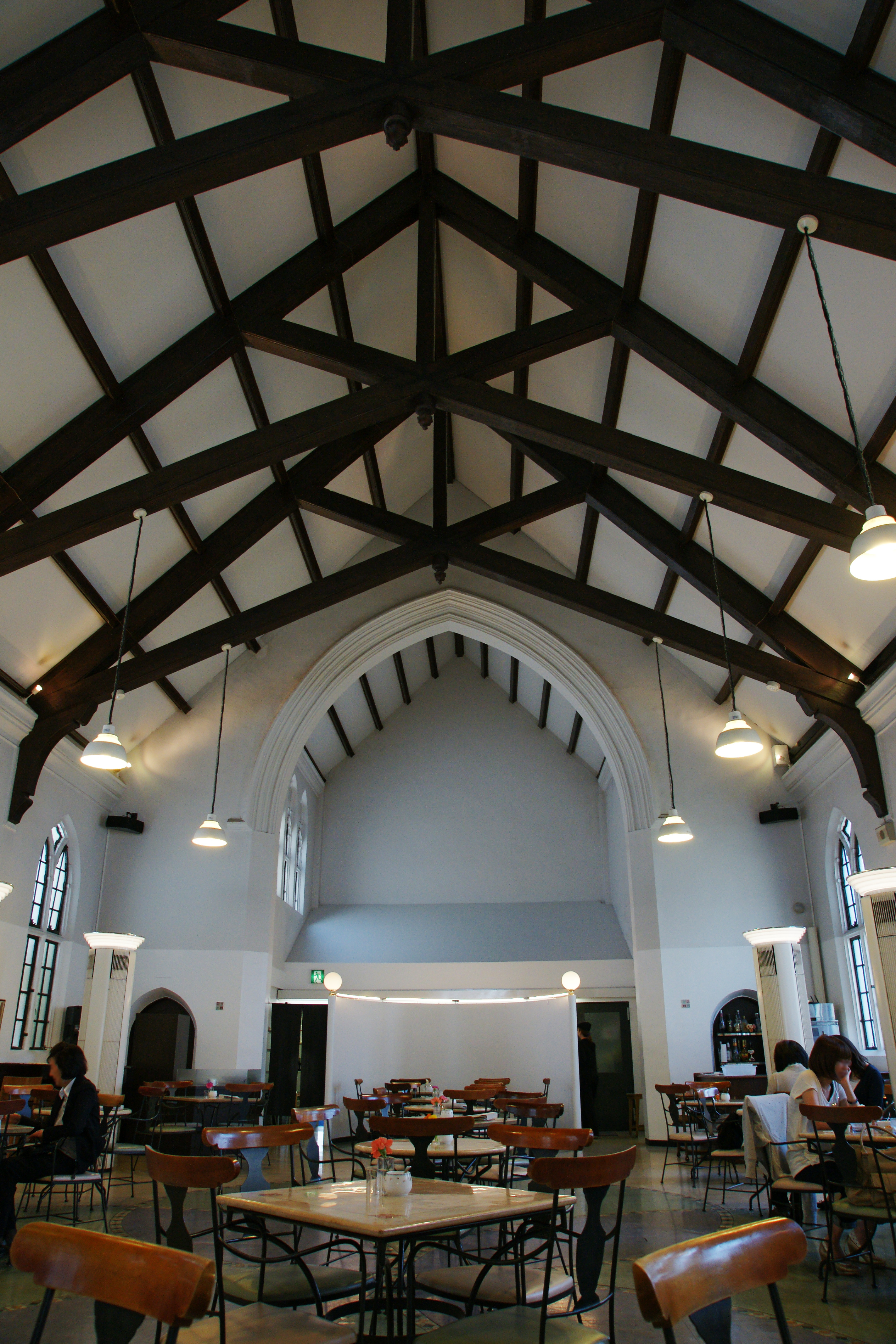
旧神戸ユニオン教会（1929年竣工）
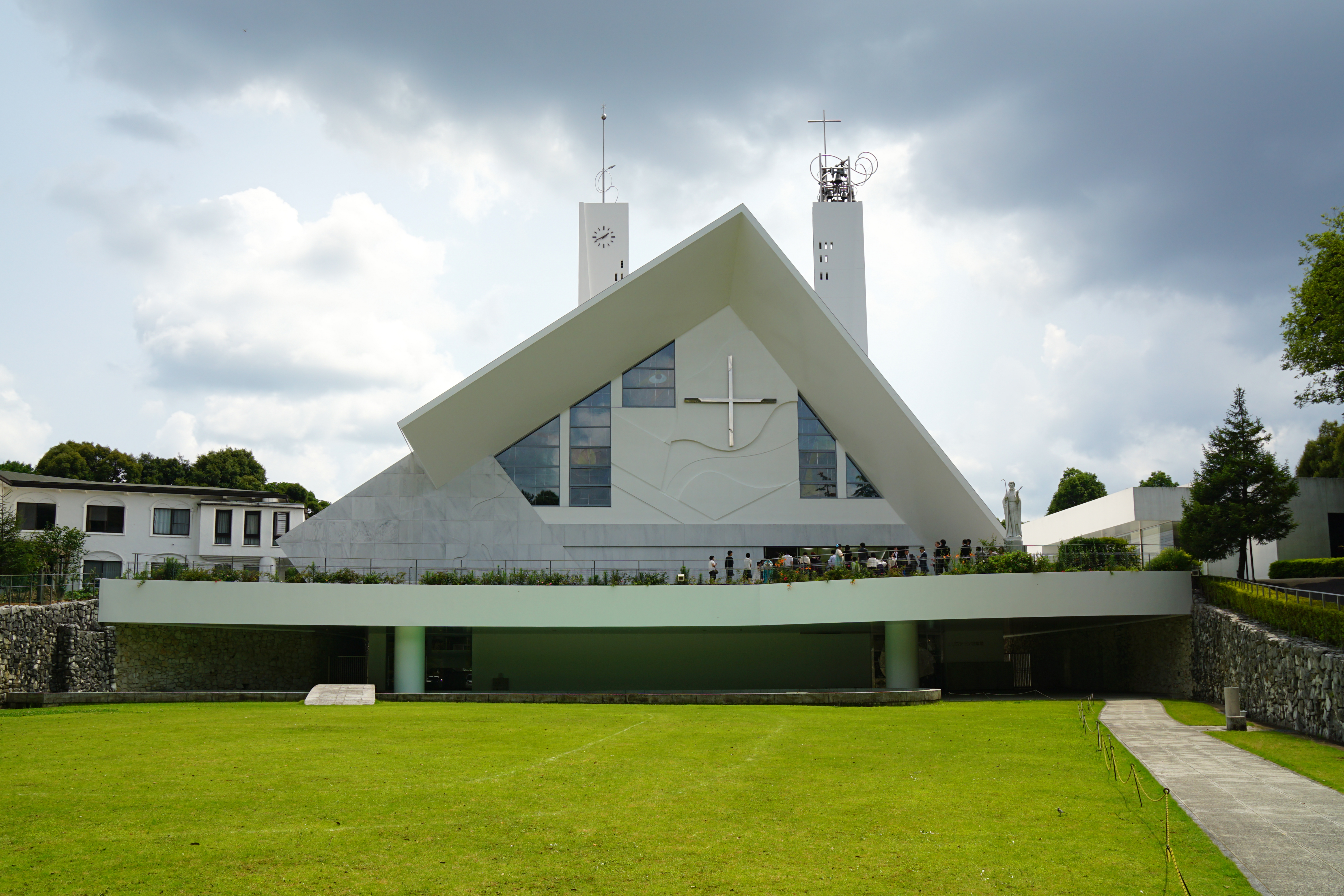
山口サビエル記念聖堂（1952年竣工）
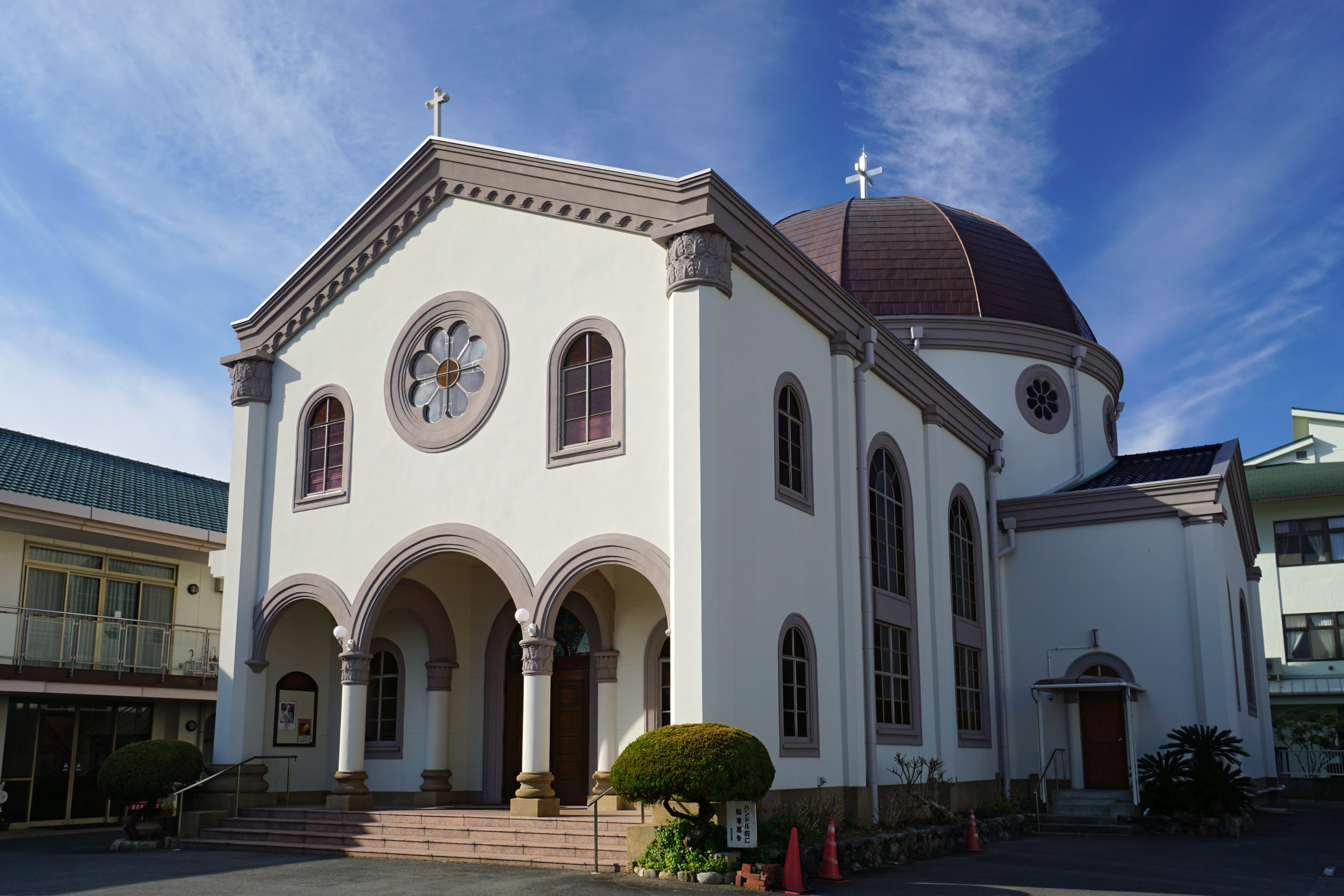
高山右近記念聖堂（1962年竣工）